# Katharina Bagration

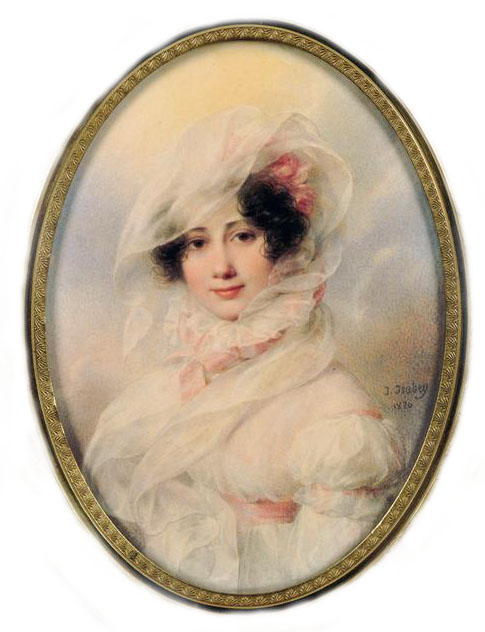
Jean-Baptiste Isabey: Katharina Bagration-Skawronskaja, 1820

Fürstin Katharina Pawlowna Bagration russisch Екатерина Павловна Багратион, geborene Gräfin Katharina Pawlowna Skawronskaja, (* 7. Februar 1783 im Russischen Kaiserreich; † 21. Mai / 2. Juni 1857 in Venedig) war eine russische Aristokratin, die auf dem Wiener Kongress unter den diplomatischen Damen eine herausragende Rolle spielte.

## Leben
Katharina war die älteste Tochter des Diplomaten und Grafen Pawel Martinowitsch Skawronski (1757–1793) und seiner Ehefrau, der Hofdame Katharina Wassiljewna Engelhardt (1761–1829), einer Tochter von Basil Andreiwitch Engelhardt, Graf von Smolensk, und der Helena Alexandrowna Potemkin. Mütterlicherseits war sie eine Großnichte des Feldmarschalls Grigori Alexandrowitsch Potjomkin und väterlicherseits die Großnichte der Zarin Katharina I.
Nach dem frühen Tod ihres Vaters wuchs sie zusammen mit ihrer jüngeren Schwester Maria, der späteren Gräfin von der Pahlen und Gräfin Ojarowski, in der Obhut der russischen Zarin Katharina II., die sie „Grand-mère“ nannten, in Sankt Petersburg auf. Die beiden Mädchen erhielten für die damalige Zeit eine umfassende Ausbildung und sprachen fließend Französisch, Deutsch, Englisch und Italienisch. Im Jahr 1798 heiratete ihre Mutter in zweiter Ehe den italienischen Botschafter des Malteserordens, Giulio Renato Litta Visconti Arese (1763–1839).

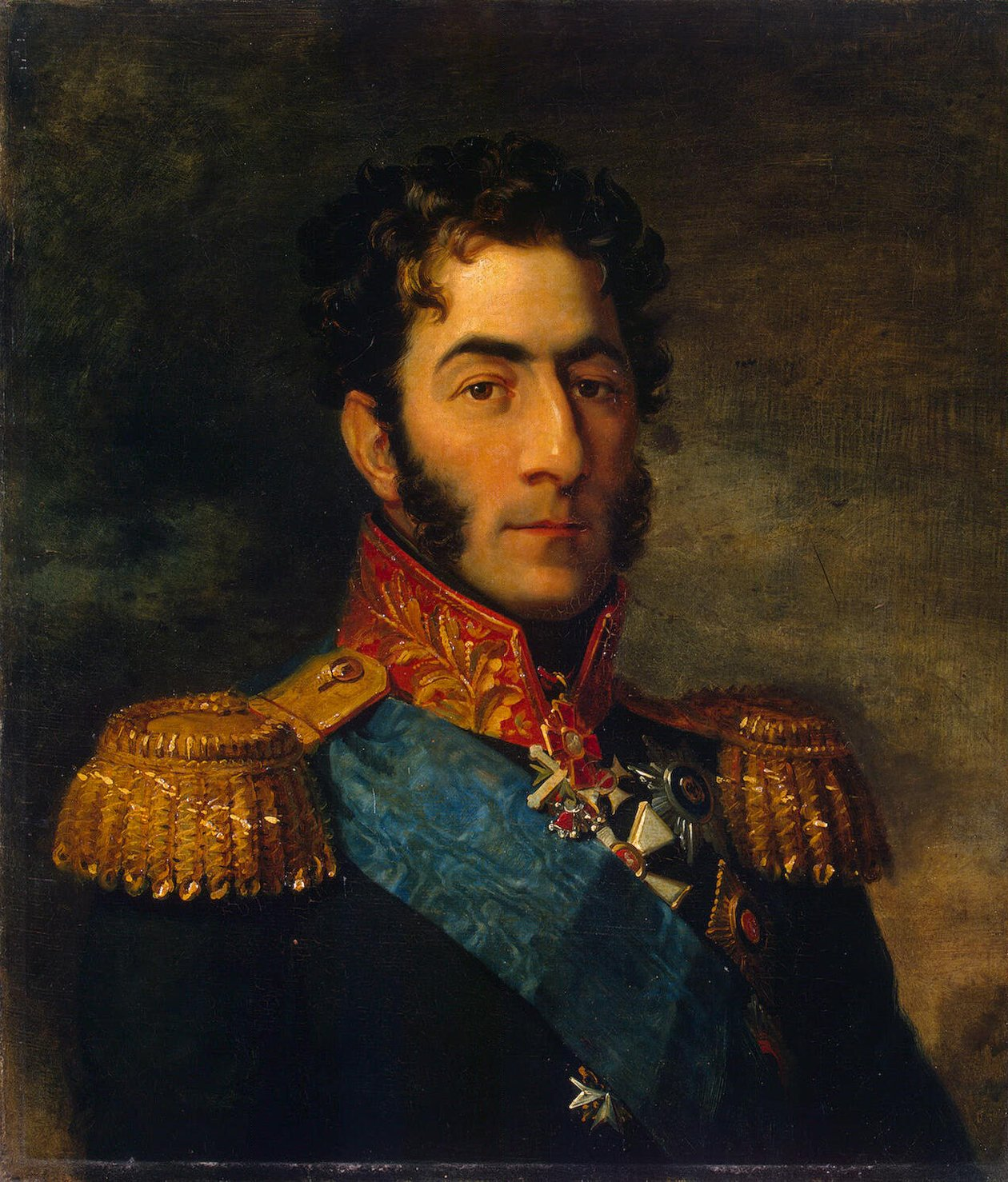
Fürst Pjotr Iwanowitsch Bagration

Am 2. September 1800 wurde sie in Gattschina mit dem um vieles älteren General Fürst Pjotr Iwanowitsch Bagration (1765–1812), dem ältesten Sohn des Fürsten Iwan Bagration aus der königlichen Dynastie der georgischen Bagratiden, verheiratet. Die Ehe, die allen Berichten zufolge unglücklich verlief, blieb kinderlos. Im Jahr 1801 annektierte Zar Paul I. das Königreich Georgien, das unter König Herakleios II. aus dem Hause Bagration mit der Zarin Katharina II. einen Schutzvertrag geschlossen hatte. Eine Verschwörung gegen den Zaren, der sich mit Napoleon Bonaparte gegen Großbritannien verbünden wollte und an der ihr Ehemann beteiligt gewesen war, zwang das Ehepaar zur Flucht aus Russland.
Im März 1801 kehrte der Fürst – nach der Ermordung des Zaren – allein nach Sankt Petersburg zurück, da Katharina wegen einer Lungenentzündung in Dresden bleiben musste. Einige Wochen wohnte sie bei seinem Freund, dem Fürsten Czartoryski und dessen Frau, der Schriftstellerin Izabella von Flemming.
Hier begegnete Fürstin Bagration dem österreichischen Gesandten und Diplomaten Graf Klemens Wenzel Lothar von Metternich (1773–1859) und stürzte sich bedenkenlos in eine Liebesaffäre. Aus der Dresdner Zeit stammt auch der Spitzname, den man der Fürstin ihrer stets gewagten Dekolletés wegen verlieh: Hinter vorgehaltener Hand nannte man sie den „Nackten Engel“. Die Beziehung endete, als Metternich nach Wien zurückgerufen wurde. Aus der Liaison mit dem Grafen Metternich ging eine Tochter, Marie-Clementine Bagration (* 10. November 1803 in Dresden; † 26. Mai 1829 in Paris), hervor. Clementine lebte ab 1814/15 bei der Familie Metternich, bis sie am 12. Juli 1828 den dänischen Grafen Otto von Blome (1795–1884) heiratete. Sie starb im Jahr darauf, acht Tage nach der Geburt ihres einzigen Kindes.

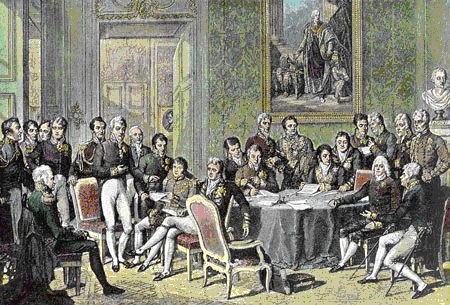
Delegierte des Wiener Kongresses in einem zeitgenössischen Kupferstich (koloriert) von Jean Godefroy nach dem Gemälde von Jean-Baptiste Isabey

Nach Jahren der Trennung sahen sich Katherina und Metternich in Paris bei der Krönung Napoléon Bonapartes wieder, später in Wien, wo Katharina für ihren Cousin, den Zaren Alexander I., als Agentin fungierte – offiziell vertrat sie die gesellschaftlichen Belange Russlands. Fürstin Bagration war zur Zeit des Wiener Kongresses schon Witwe. Ihr Mann, General Bagration, war am 24. September 1812 nach der Schlacht von Borodino seinen Verletzungen erlegen. Beim Wiener Kongress durchtanzte sie die Nächte an der Seite Zar Alexanders und bildete den strahlenden und umschwärmten Mittelpunkt rauschender Feste. Sie wurde von zahllosen Männern umworben, unter anderen von Kronprinz Wilhelm von Württemberg.

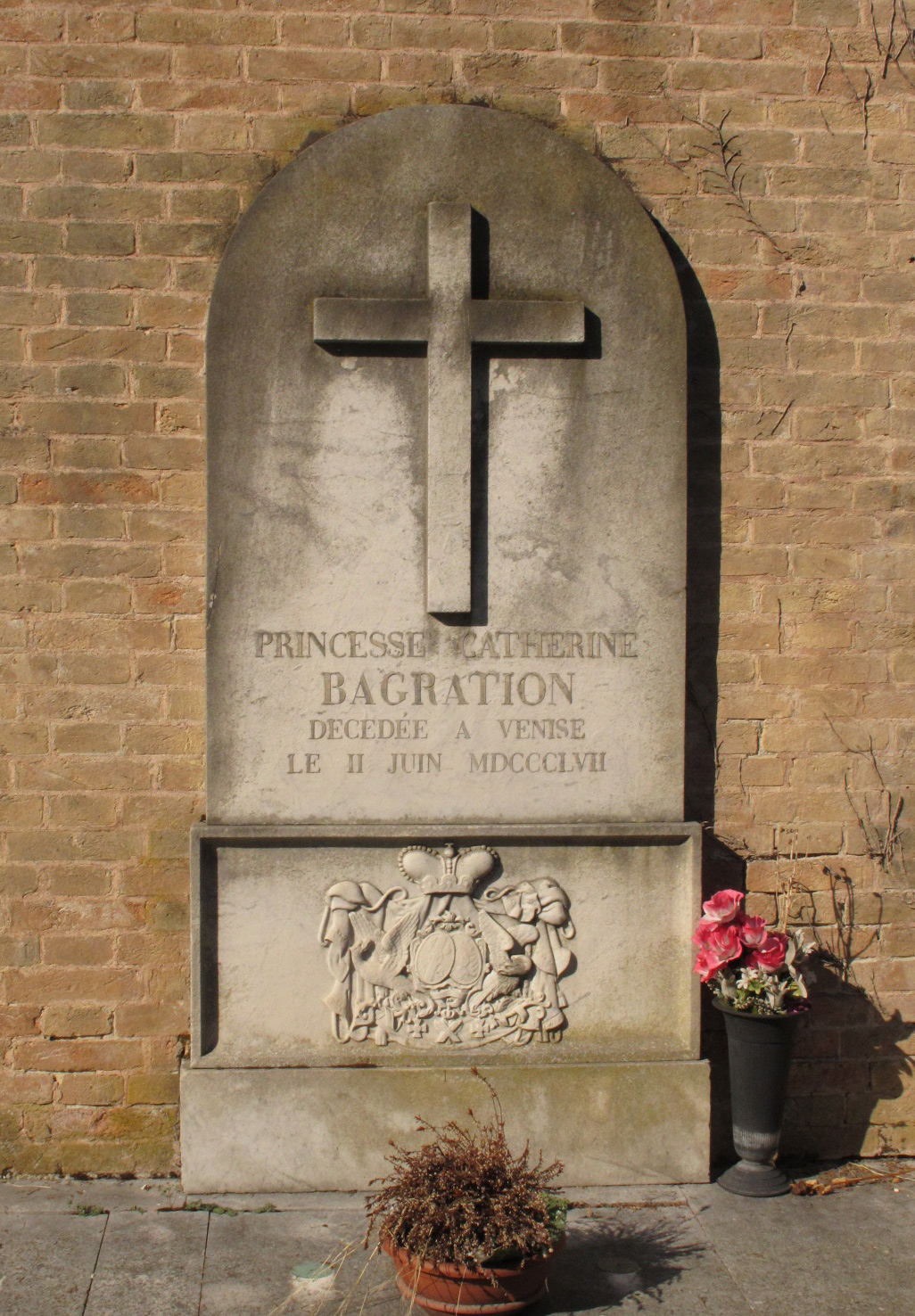
Katharina Bagrations Grab in Venedig

Nach dem Wiener Kongress lebte die Fürstin Bagration in Paris. In ihrem Haus in der Rue St. Honoré führte sie einen erfolgreichen literarischen Salon, der von literarischen und politischen Zelebritäten besucht wurde. In zweiter Ehe heiratete Fürstin Katharina am 11. Januar 1830 den britischen Diplomaten John Hobart Caradoc, 2. Baron Howden (1799–1875), von dem sie sich jedoch bald wieder trennte. Sie starb 1857 auf einer Reise nach Italien.
Eine Zusammenkunft so vieler bedeutender und eigenwilliger Persönlichkeiten wie beim Wiener Kongress konnte nicht ohne Spannungen politischer Natur, aber auch nicht ohne Skandale und Affären ablaufen. Für die Wiener sind diese amourösen Affären des Wiener Kongresses interessanter als seine politischen Ergebnisse. Bei der Promenade am Graben ging es in erster Linie um die neuesten Liebeleien.
Noch nie haben bei einer internationalen Konferenz, die sich mit einer Neuordnung so vieler Staaten beschäftigte, schöne und berühmte Frauen eine so nachhaltige Rolle gespielt. Katharina spielte eine wichtige Rolle in der europäischen Diplomatie.

## Roman
- Stella K. Hershan: Der nackte Engel („The naked angel“). Gryphon-Verlag, München 2004, ISBN 3-935192-81-9 (Nachdr. d. Ausg. München 1972).

## Film
- "Universum History", Diplomatische Liebschaften – Die Mätressen des Wiener Kongresses, Spielfilm-Dokumentation von Monika Czernin und Melissa Müller, 52 min, ZDF/ARTE/ORF, 2014. Katharina Fürstin Bagration dargestellt von der Schauspielerin Thea Schütte.